# The Two Edged Sword
The Two Edged Sword er en amerikansk stumfilm fra 1916 af George D. Baker.

## Medvirkende
- Edith Storey som Mary Brooks.
- Evart Overton som Jed Brooks.
- Josephine Earle som Dorothy Allen.
- Robert Gaillard som Gordon Allen.
- Logan Paul som Brooks.